# 40th Anniversary
40th Anniversary é uma coletânea musical da banda Petra, lançada no dia 30 de Julho de 2013 em comemoração ao 40º aniversário da banda.
Além da seleção de vários sucessos da carreira do Petra, o álbum conta também com uma música bônus inédita intitulada "Holy Is Your Name".
A seleção das músicas para o CD foi feita por Bob Hartman e o álbum também contou com um encarte produzido e assinado pelo próprio Bob.[carece de fontes?]

## Faixas

### Disco 1
1. Why Should The Father Bother?
2. Killing My Old Man
3. For Annie
4. Without Him We Can Do Nothing
5. Angel Of Light
6. Road To Zion
7. Rose Colored Stained Glass Windows
8. Judas' Kiss
9. Stand Up
10. Bema Seat
11. Grave Robber
12. Beat The System
13. God Gave Rock And Roll To You
14. Voice In The Wind

### Disco 2
1. Thankful Heart
2. This Means War!
3. He Came, He Saw, He Conquered
4. All Fired Up
5. Hit You Where You Live
6. Beyond Belief
7. Creed
8. Dance
9. Sight Unseen
10. Midnight Oil
11. Enter In
12. Jekyll & Hyde
13. Holy Is Your Name (New Recording)

### Faixas Extras Edição Deluxe
1. Chameleon
2. The Coloring Song
3. All Over Me
4. More Power To Ya
5. Godpleaser
6. Not By Sight
7. Computer Brains
8. Fool’s Gold
9. You Are My Rock
10. Mine Field